# Lauterhofen
Lauterhofen è un comune tedesco di 3 672 abitanti, situato nel land della Baviera.